# Federica Cesarini
Federica Cesarini, född 2 augusti 1996, är en italiensk roddare.
Cesarini tog guld tillsammans med Valentina Rodini i lättvikts-dubbelsculler vid olympiska sommarspelen 2020 i Tokyo.